# Ланкастър (Ню Хампшър)
Вижте пояснителната страница за други населени места с името Ланкастър.
Ланкастър (на английски: Lancaster) е град в САЩ, щата Ню Хампшър. Административен център е на окръг Кус. Населението на града е 3259 души (по приблизителна оценка от 2017 г.).